# Diecezja Truro
Diecezja Truro (ang. Diocese of Truro) – diecezja Kościoła Anglii, należąca do metropolii Canterbury. Leży w południowo-zachodniej części Anglii, jej granice pokrywają się ze świeckim hrabstwem ceremonialnym Kornwalia. Diecezja powstała w 1876, kiedy to rozdzielono struktury anglikańskie w Kornwalii i Devonie, tworzące dotąd wspólnie diecezję Exeter. 

## Dane statystyczne (2013)
Powierzchnia diecezji liczy 1390 mil kwadratowych (3600 km²). Obszar ten zamieszkiwany jest łącznie przez 540 000 osób, z czego 323 000 osób deklaruje się jako chrześcijanie różnych wyznań. Diecezja liczy 307 kościołów, zgrupowanych w 220 parafiach. Średnia liczba wiernych biorących w całej diecezji udział w niedzielnych mszach anglikańskich wynosi 9900 osób. 

## Biskupi
- Biskup Truro (biskup diecezjalny): Tim Thornton
- Biskup St Germans (biskup pomocniczy): Chris Goldsmith